# Fagus orientalis
Fagus orientalis, el faig oriental, és un arbre caducifoli dins la família Fagaceae. És una planta nativa d'Euràsia, a d'Europa oriental i Àsia occidental.
Pot arribar a fer 45 m. El seu hàbitat està restringit a les muntanyes entre els 500 i els 2100 m d'altitud.
A la zona de Strandja, però, pel seu microclima viu a 200-300 m d'altitud on foma boscos de Fagus orientalis−Rhododendron ponticum.

Al Caucas.

Hi ha híbrids amb Fagus sylvatica que s'anomenen Fagus × taurica.